# Helena (voilier)
Pour les articles homonymes, voir Helena.
Le Helena est une goélette à coque acier construite en 1992 en Finlande sur plan Guy Ribadeau Dumas. C'est un voilier-charter qui navigue essentiellement en mer Baltique et qui effectue des croisières aux Caraïbes. C'est un voilier-école du Sail Training Association Finland (STAF) , qui gère aussi le ketch bermudien Vahine.

## Histoire
L’Helena a été construite sur un chantier naval d'Uusikaupunki en Finlande sur plan Guy Ribadeau Dumas. Elle est devenue le vaisseau amiral de la flotte finlandaise des navires-écoles.
Elle participe régulièrement aux Tall Ships' Races (comme la Tall Ships Races 2013 en mer Baltique) et elle est connue pour être un voilier très rapide, de Classe B.